# 7253 Nara
A 7253 Nara (ideiglenes jelöléssel 1993 CL) a Naprendszer kisbolygóövében található aszteroida. Uto, F. fedezte fel 1993. február 13-án.